# Municipio de Allegheny (condado de Cambria)
El municipio de Allegheny (en inglés: Allegheny Township) es un municipio ubicado en el condado de Cambria en el estado estadounidense de Pensilvania. En el año 2000 tenía una población de 2.498 habitantes y una densidad poblacional de 32.7 personas por km².

## Geografía
El municipio de Allegheny se encuentra ubicado en las coordenadas 40°29′00″N 78°36′59″O / 40.48333, -78.61639.

## Demografía
Según la Oficina del Censo en 2000 los ingresos medios por hogar en la localidad eran de $41,310 y los ingresos medios por familia eran $49,271. Los hombres tenían unos ingresos medios de $22,961 frente a los $22,232 para las mujeres. La renta per cápita para la localidad era de $12,911. Alrededor del 10,7% de la población estaban por debajo del umbral de pobreza.